# Livre d'heures de Charles VIII
Le Livre d'heures de Charles VIII est un livre d'heures enluminé pour le roi de France Charles VIII. Ses miniatures sont attribuées au Maître de Jacques de Besançon. Il est conservé à la Bibliothèque nationale d'Espagne.

## Histoire

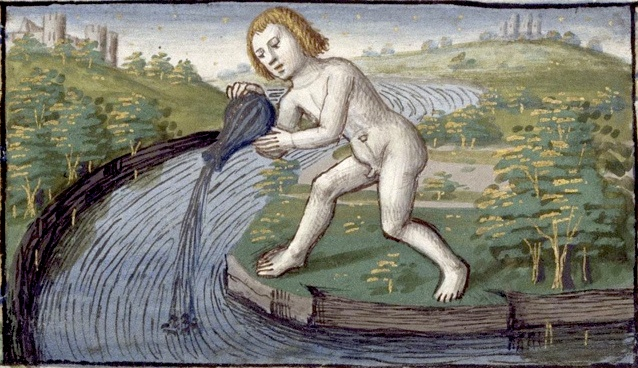
Calendrier. Janvier, le Verseau, fol 1 r.

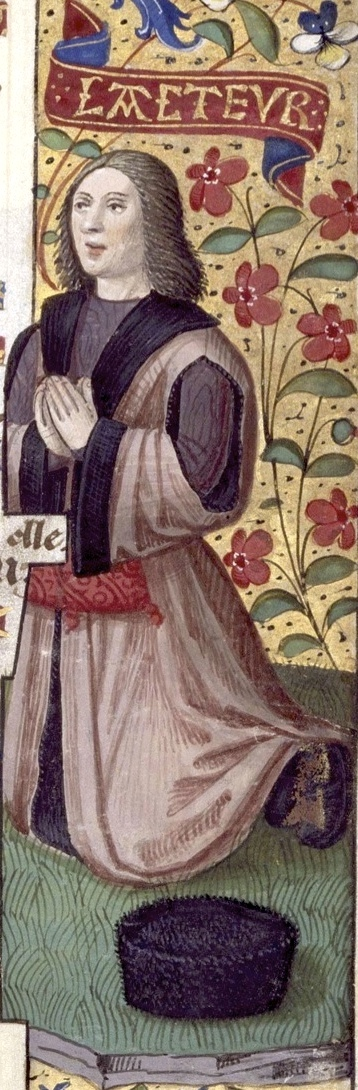
Antoine Vérard, fol. 112 r.

L'ouvrage a été réalisé entre 1494 et 1496, par l’atelier parisien d’Antoine Vérard, pour le roi de France Charles VIII. Il a été enluminé par le Maître de Jacques de Besançon.
Le portrait d'Antoine Vérard, surtitré « LACTEVR » (= L'ACTEUR, c'est-à-dire l'auteur) se trouve au dernier folio (112 recto). Au verso figurent ses marques d'imprimeur.
Louis XIII aurait offert le manuscrit à un Espagnol, ambassadeur de France ou confesseur de la reine Anne d’Autriche. Le livre aurait ensuite appartenu à un comte de Peñaranda puis à un marquis de Mejorada avant de rejoindre, en 1708, les collections de la Bibliothèque nationale d'Espagne.

## Description
Le texte latin (et parfois français) est tracé en écriture gothique. Il comprend 112 folios de parchemin numérotés à l'encre noire au recto, en haut à droite. Il contient :
- le calendrier (folios 1 recto  à 6 verso) ;
- les Péricopes des Évangiles (folios 7 recto à 10 verso) ;
- diverses prières, dont les inévitables Obsecro te (folios 11 recto à 13 recto) et O intemerata (folios 14 recto à 15 recto ) ;
- les Heures de la Vierge (folios 29 verso à 56 recto ) ;
- les Psaumes de la Pénitence (folios 56 verso à 66 verso) ;
- les Heures de la Croix (folios 67 recto à 71 verso) ;
- les Heures du Saint-Esprit (folios 72 recto à 75 verso) ;
- l'Office des Morts (folios 76 recto à 101 verso) ;
- une prière à la Trinité (folio 102 recto) ;
- les Suffrages des Saints (folios 103 recto à 109 verso).

Il comprend de nombreuses illustrations :
- 12 petites miniatures, en bas de page, illustrant le calendrier (folios 1 recto à 6 verso) ;
- 17  miniatures à pleine page :
  - folio 11 recto - l'Enfance du Christ ;
  - folios 13 verso et 14 recto - le roi en prière (le visage de  Louis XII a été peint, peut-être postérieurement, par-dessus celui de Charles VIII) face à la Déposition de croix ;
  - folios 15 verso et 16 recto - le Christ et la Vierge se faisant face ;
  - folio 29 verso - l'Annonciation et la Visitation ;
  - folio 36 recto - la Nativité ;
  - folio 39 verso - l'Annonce aux Bergers ;
  - folio 42 verso - l'Épiphanie ;
  - folio 45 verso - la Présentation au Temple ;
  - folio 48 verso - la Fuite en Égypte ;
  - folio 53 recto - le Couronnement de la Vierge ;
  - folio 56 verso - David envoyant Uri à la mort puis se repentant :
  - folio 67 recto - la Crucifixion ;
  - folio 72 recto - la Pentecôte ;
  - folio 76 recto - les Trois Morts et les Trois Vifs ;
  - folio 110 verso - le Triomphe de la Vie ;
  - folio 111 recto - le Triomphe de la Mort ;
  - folio 111  verso - la Crucifixion ;
- 13 miniatures à mi-page :
  - folio 7 recto - Saint Jean Évangéliste ;
  - folio 8 recto - Saint Luc ;
  - folio 9 recto - Saint Mathieu ;
  - folio 10 recto - Saint Marc ;
  - folio 102 recto - la Trinité ;
  - folio 103 recto - Saint Jean-Baptiste ;
  - folio 104 recto - Saint Pierre et Saint Paul ;
  - folio 105 recto - Saint Sébastien ;
  - folio 106 recto - Saint Christophe ;
  - folio 107 recto - Saint Nicolas ;
  - folio 108 recto - Sainte Catherine ;
  - folio 109 recto - Sainte Barbe ;
  - folio 112 verso - emblèmes d'Antoine Vérard.

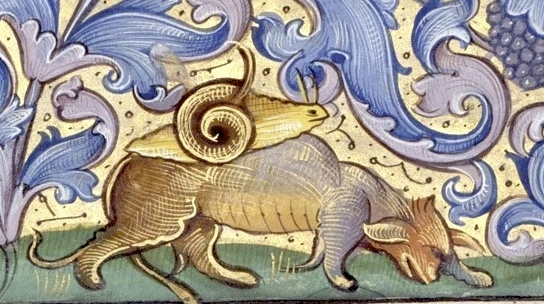
Bas de page, fol. 106 r.

Les miniatures à pleine page sont encadrées d'éléments architecturaux massifs (des pilastres, plus rarement des colonnes engagées) peints en or, surmontés d'une frise à motif de fleurons. Chaque encadrement vertical abrite deux niches superposées, couronnées d'entrelacs finement élaborés, où sont logés, en grisaille dorée sur fond brun, des personnages qui illustrent, voire complètent la scène centrale. Par exemple, dans l'Annonce aux bergers (fol. 39 verso), quatre paysans animent les pilastres : deux femmes portent des outils (une sorte de pelle à long manche et une quenouille), un homme tient une cornemuse et un autre fait un geste de surprise. Tous lèvent les yeux au ciel, vers les trois anges qui, au sommet de la composition principale, chantent la naissance du Christ.
Les miniatures honorant les principaux saints occupent une demi-page. Celles consacrées aux autres saints, plus petites, sont des vignettes placées au centre de la page :
- Saint Jean Évangéliste - folio 103 verso ;
- Saint André - folio 104 verso ;
- Saint Étienne - folio 105 verso ;
- Saint Laurent - folio 106 verso ;
- Saint Antoine - folio 107 verso ;
- Sainte Anne - folio 108 verso.

Presque toutes les marges sont peintes. On dénombre plus de 200 bordures d'une grande richesse où se déploient, sur un fond d’or, des rinceaux, des fleurs, des fruits (souvent des fraises), une multitude d'oiseaux, des papillons, des libellules, des escargots et, en bas de page, des créatures hybrides. Dans les marges, 190 petites miniatures de la largeur de la bordure occupent environ la moitié de la hauteur. Elles illustrent des scènes bibliques ou des épisodes de la vie de la Vierge, sans rapport avec le texte. Elles sont entourées de deux phylactères - l'un au-dessus, l'autre au-dessous - contenant un quatrain en français, tiré de la Bible. Les textes du calendrier évoquent le mois de l'année. Ainsi, pour janvier :
« Je me faiz. ja(n)vier appeler

Le plus froit de toute l(')an(n)ée

Mais si me puis je b(ie)n venter

Que ma saiso(n) est approuvée »

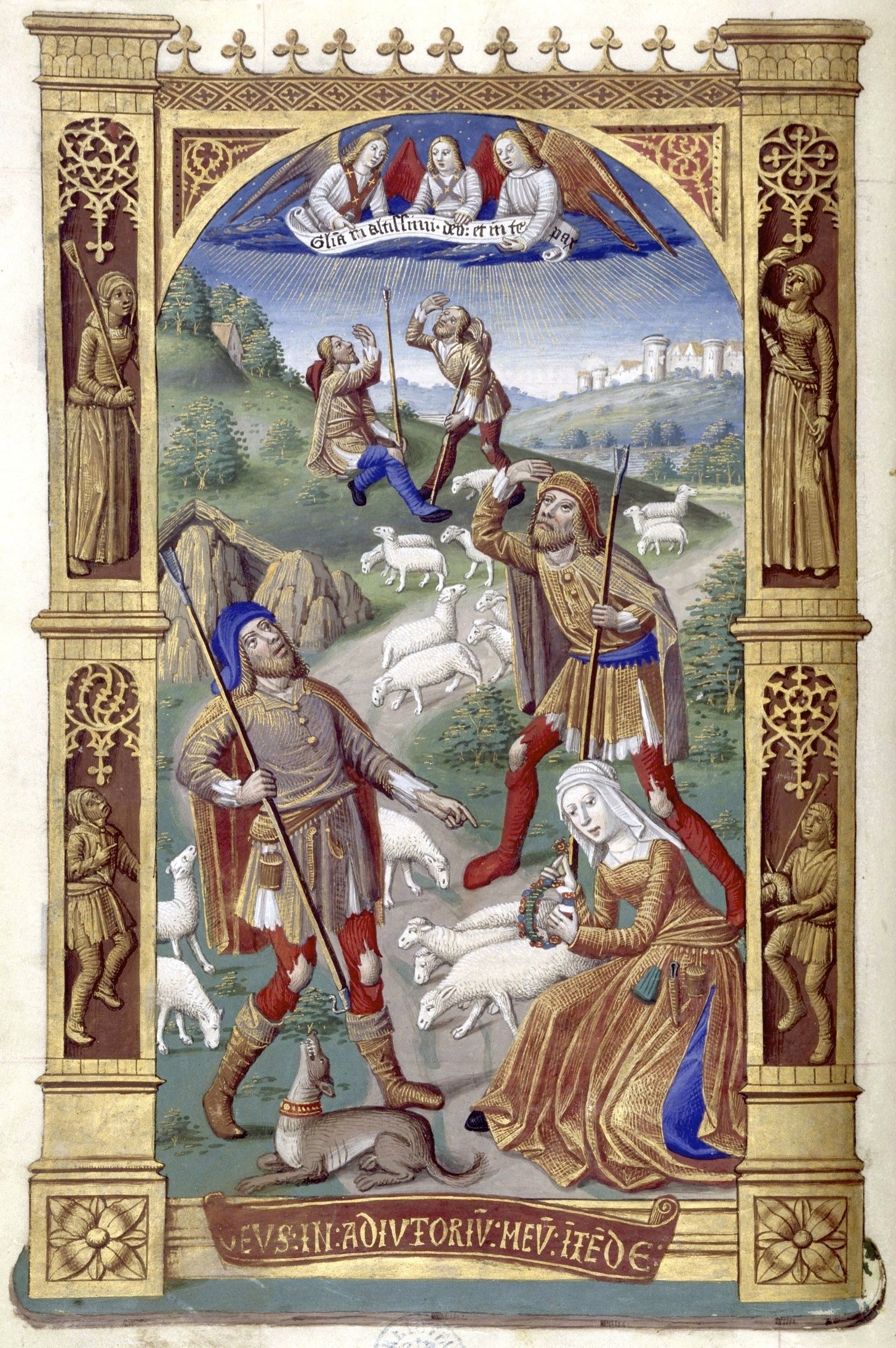
Annonce aux Bergers, fol. 39 v.

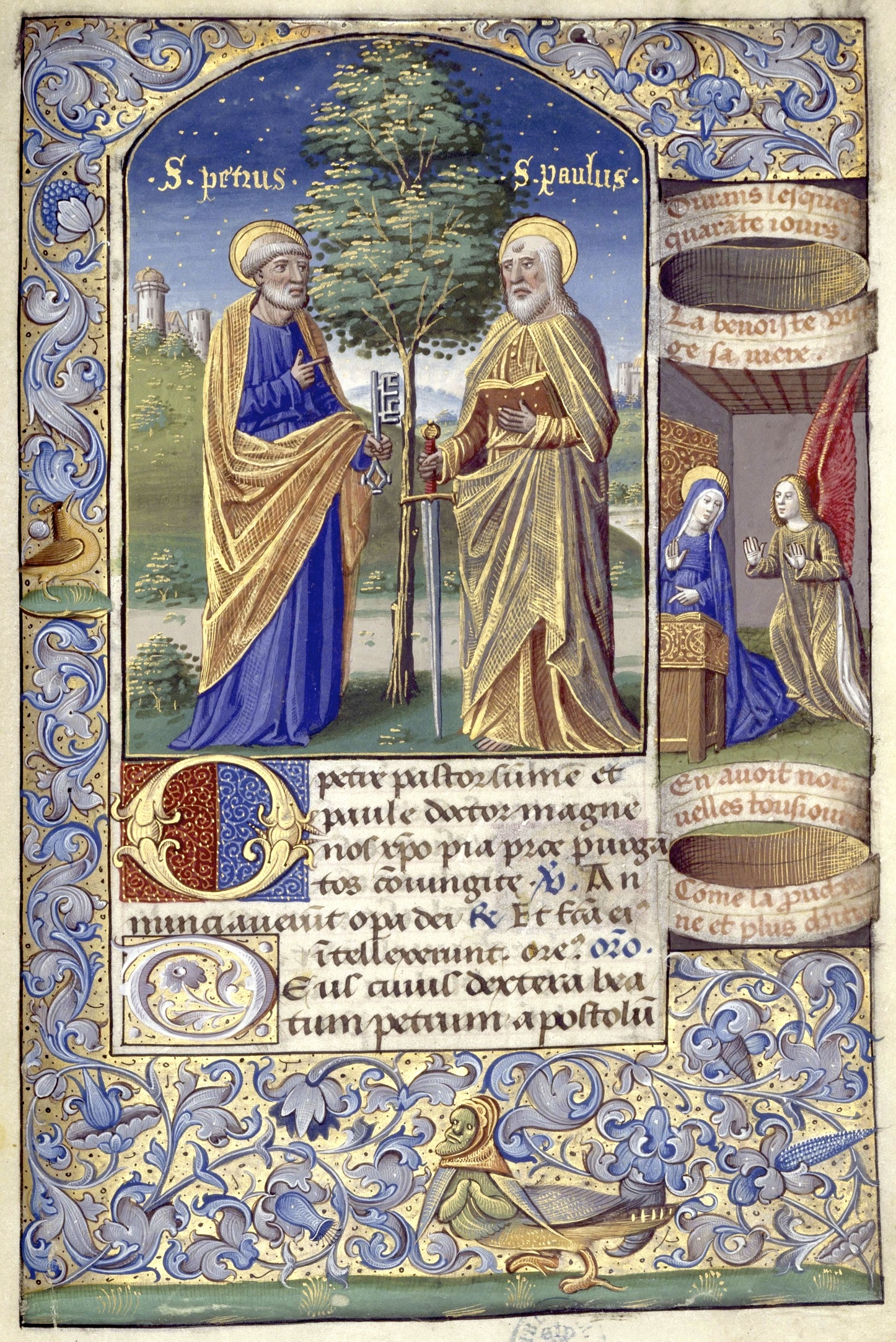
Saint Pierre et Saint Paul, fol. 104 r.

## Autres livres d'heures de Charles VIII
On recense plusieurs autres manuscrits ayant appartenu à Charles VIII.
Un livre d'heures à l'usage de Paris, également dit de Charles VIII, comporte 16 peintures exécutées par l'atelier de Jean Bourdichon. Beaucoup plus modeste que son homonyme, il est conservé à la Bibliothèque Nationale de France.  
Un livre de prières ne contenant que les heures de la Croix a été offert en 1492 à la ville de Tours par Robert du Herlin, secrétaire des rois de France. Il est conservé à la Bibliothèque Nationale de France.
Un manuscrit somptueux dit La Flora, enluminé entre autres par Simon Marmion, est conservé à Naples.
Deux feuillets d'un ancien livre d'heures, enluminé vers 1495 par Jean Poyer, ont été ajoutés à un ouvrage similaire aux environs de 1510. Ils sont conservés à la Pierpont Morgan Library de New-York.
Enfin, un livre d'heures apparemment destiné à Charles VIII est passé en vente chez Sotheby's le 21 juin 1988 (lot 113). Il se trouve dans une collection particulière.